# Stampaggio

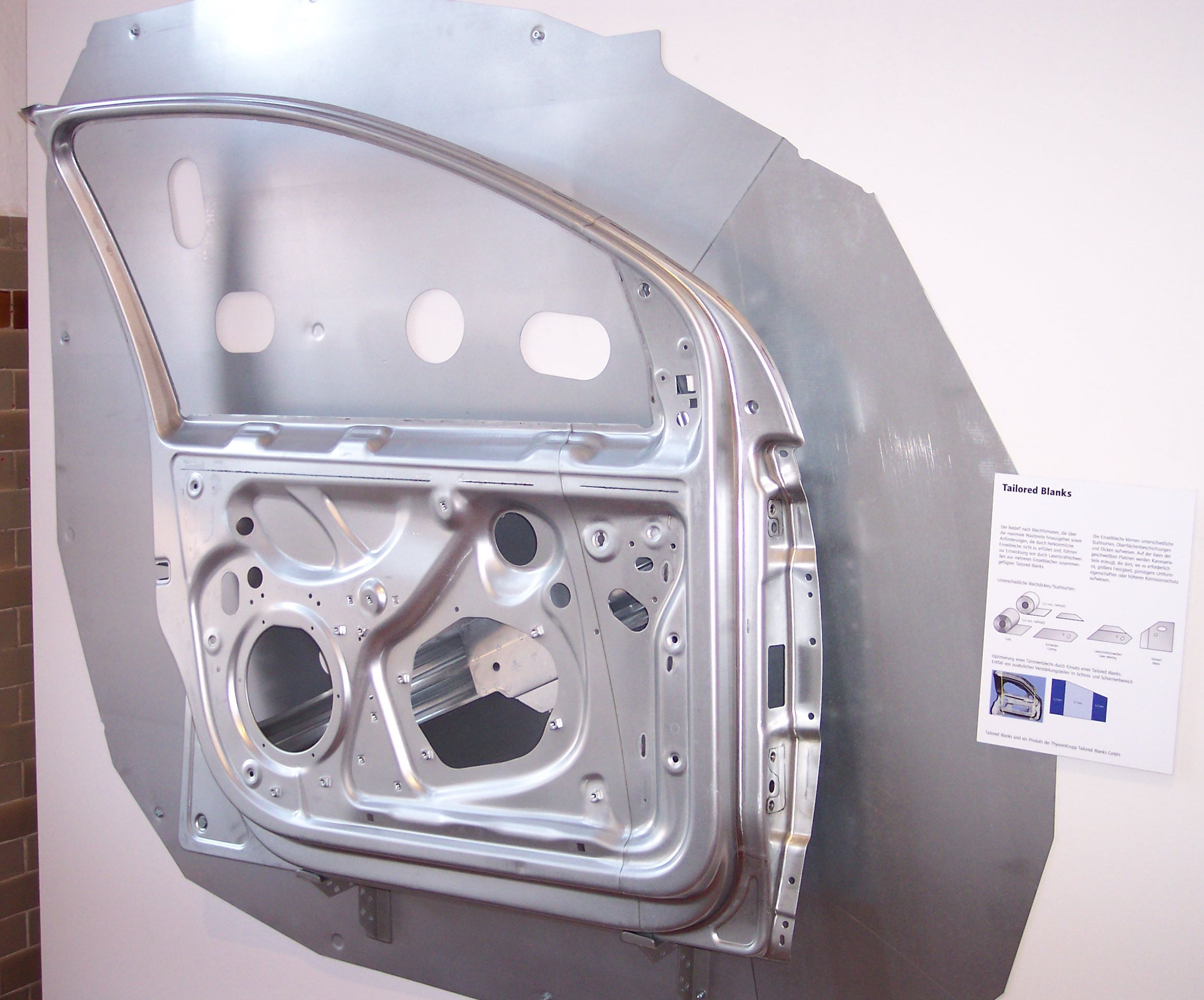
Sportello di automobile ottenuto tramite stampaggio dell'acciaio.

Lo stampaggio è un nome collettivo per vari processi di produzione industriale eterogenei che hanno in comune il fatto di usare come utensile una forma permanente detta stampo.
- trasformazione plastica di pezzi metallici, lavorati tramite pressione applicata dagli utensili di una pressa ecc.:
  - trasformazione di pezzi a sezione varia: forgiatura a stampo;
  - trasformazione di pezzi a sezione bassa: stampaggio vero e proprio, di lamiere ecc. (vedi sotto);
- formatura di materiale metallico o materia plastica liquidi con riempimento dell'utensile aiutato da forze varie: 
  - formatura di pezzi tubolari con riempimento dello stampo aiutato da forza centrifuga: stampaggio rotazionale;
  - formatura di particolari a geometria complessa con riempimento dello stampo aiutato da una forza di iniezione: stampaggio ad iniezione.

## Stampaggio di lamiere
Trasformazione plastica di lamiere, in origine mediante un utensile composto da punzone e matrice, oggi anche mediante idroformatura.